# Jung Woo-young
Jung Woo-young (* 14. Dezember 1989 in Ulsan) ist ein südkoreanischer Fußballspieler.

## Karriere

### Klub
Nach mehreren Schul- und Universitätsmannschaften in seiner Heimat wechselte Jung Anfang 2011 nach Japan, um sich dort Kyōto Sanga anzuschließen. Nach zwei Jahren hier wurde er innerhalb Japans zu Júbilo Iwata verliehen, wo er bis zum Ende des Jahres verblieb. Nach seiner Rückkehr wechselte er schließlich kurz danach zu Vissel Kōbe, wo er noch ein weiteres Mal zwei Jahre spielte. Mitte Januar 2016 verließ er schließlich Japan, woraufhin er sich in der Volksrepublik China Chongqing Lifan anschloss. Anfang 2018 kehrte er dann kurzzeitig für ein halbes Jahr wieder nach Kōbe zurück. Seit Sommer 2018 steht er beim al-Sadd SC in Katar unter Vertrag. Dort gewann er mit seiner Mannschaft bislang zwei Mal die Meisterschaft sowie auch zwei Mal den Pokal. Nach fünf Jahren wechselte er nach Saudi-Arabien. Hier schloss er sich dem Erstligisten Khaleej Club an.

### Nationalmannschaft
Sein erstes bekanntes Spiel für die südkoreanische Nationalmannschaft absolvierte Jung am 11. Juni 2015 bei einem 3:0-Freundschaftsspielsieg über die Vereinigten Arabischen Emirate. Danach wurde er auch kurze Zeit später in einem Spiel der Qualifikationsphase zur Weltmeisterschaft 2018 eingesetzt. Sein erstes Turnier war dann ein paar Monate später die Ostasienmeisterschaft 2015, bei der er mit seinem Team den Titel holen konnte. In den nächsten Jahren folgten weiter Freundschafts- als auch weitere Qualifikationsspiele und Ende 2017 dann auch die Teilnahme an der Ostasienmeisterschaft 2017, wo er wieder mit seiner Mannschaft siegreich war.
Bei der Weltmeisterschaft 2018 selbst stand er dann auch im Kader und kam in allen Spielen des Teams bei diesem Turnier zum Einsatz. Auch bei der Asienmeisterschaft 2019 war er Teil des Kaders und erreicht hier mit seiner Mannschaft das Viertelfinale. Zuletzt kam er in mehreren Spielen der Qualifikation für die Weltmeisterschaft 2022 zum Einsatz.